# Sa’id Abd al-Wahid
Sa’id Abd al-Wahid Muhammad (arab. سعيد عبدالواحد محمد) – egipski zapaśnik walczący w obu stylach. Złoty medalista mistrzostw Afryki w 1982, 1985 i 1986, a trzeci w 1988. Szósty w Pucharze Świata w 1982 i 1986 roku.